# 27986 Hanuš
27986 Hanuš è un asteroide della fascia principale. Scoperto nel 1997, presenta un'orbita caratterizzata da un semiasse maggiore pari a 2,5757513 UA e da un'eccentricità di 0,1715779, inclinata di 9,35986° rispetto all'eclittica.